# Айыртауский район
Айыртауский район (бывший Володарский) (каз. Айыртау ауданы) — район в Северо-Казахстанской области Казахстана.

## Общие сведения
Районный центр носит название Саумалколь, (бывшее село Володарское).
Район был образован на территории упразднённого Кокчетавского уезда Акмолинской губернии РСФСР 17 января 1928 года и носил название Володарский район (по названию районного центра села Володарское). Позже район вошёл в состав вновь образованного Кзыл-Джарского округа (переименованного 10 мая 1928 года в Петропавловский) Казахской АССР.
17 декабря 1930 года на основании Постановления ВЦИК от 23 июля 1930 года Петропавловский округ был ликвидирован, и вновь созданный Айртауский район, в который вошли Володарский район и части Рузаевского, Урицкого, Ленинского и Октябрьского районов стали подчиняться центру Казахской АССР. Центр — село Володарское.
10 марта 1932 года район вошел в состав новообразованной Карагандинской области.
29 июля 1936 года Айртауский район перешел в состав вновь образованной Северо-Казахстанской области Казахской АССР (а с 5 декабря 1936 года — Казахской ССР).
16 марта 1944 года район передан из Северо-Казахстанской во вновь образованную Кокчетавскую область.
22 октября 1955 года часть территории Айртауского района была передана в новый Казанский район.
2 января 1963 года Айртауский район переименован в Володарский район.
4 мая 1993 года Володарский район Кокчетавской области Республики Казахстан переименован в Айыртауский район (сама область переименована 7 октября 1993 года в Кокшетаускую).
2 мая 1997 года в состав Айыртауского района вошёл упразднённый Арыкбалыкский район, а районный центр село Володарское переименовано в село Саумалколь. 3 мая 1997 года район, как и все остальные районы упразднённой Кокшетауской области, вошёл в состав Северо-Казахстанской области.
В настоящее время является одним из крупных районов Северо-Казахстанской области. Его общая площадь — 9620 квадратных километров. В 89 населенных пунктах проживает 42 904 (на 01.11.2010 г.) человека различных национальностей, что составляет 6,7 % в удельном весе населения области.
По административно территориальному делению разделен на 14 сельских округов.

## География
По территории района протекают следующие реки: Акканбурлык, Иманбурлык, Камысакты. На юго-востоке района расположена Кокчетавская возвышенность с массивами Айыртау и Имантау. В центре района урочище Сырымбет. На северной границе района расположена Жаман-сопка. На юге района высокий массив Жаксы-Жалгызтау (729 м) — высшая точка района.

## Население
Население района составляет 36 951 человек.
Национальный состав (на начало 2019 года):
- русские — 17 389 человек (47,06 %)
- казахи — 14 418 человек (39,02 %)
- немцы — 1471 человек (3,98 %)
- украинцы — 1459 человек (3,95 %)
- татары — 666 человек (1,80 %)
- белорусы — 527 человек (1,43 %)
- поляки — 302 человек (0,82 %)
- ингуши — 137 человек (0,37 %)
- армяне — 49 человек (0,13 %)
- мордва — 39 человек (0,11 %)
- другие — 494 человек (1,34 %)
- Всего — 36 951 человек (100,00 %)

## Административно-территориальное деление
Административно-территориальное деление района:
| Сельский округ/город            | Население, чел. (2009) | Населённые пункты |
| ------------------------------- | ---------------------- | --- |
| Антоновский сельский округ      | 2875                   | аул Акан сере, село Антоновка, село Жумысшы, село Заря, село Комаровка, село Лавровка, станция Уголки                             |
| Арыкбалыкский сельский округ    | 4622                   | аул Агынтай батыра, село Арыкбалык, село Баян, село Горное, аул Карасай батыра, село Целинное                                     |
| Володарский сельский округ      | 11305                  | село Айыртау, село Воскресеновка, село Галицино, село Красногорка, село Новоукраинка, село Орловка, село Саумалколь               |
| Гусаковский сельский округ      | 1806                   | село Береславка, село Гусаковка, село Карсаковка, село Новосветловка                                                              |
| Елецкий сельский округ          | 722                    | село Айыртауское, село Елецкое, село Колесниковка, село Междуозерное                                                              |
| Имантауский сельский округ      | 2831                   | село Верхний Бурлук, село Имантау,                                                                                                |
| Казанский сельский округ        | 2231                   | село Аксёновка, село Бурлык, село Всеволодовка, село Казанка, село Никольское, село Никольско-Бурлукское, село Прекрасное         |
| Камсактинский сельский округ    | 2368                   | село Бирлестик, село Карасёвка, аул Кумтоккен, село Орлиногорское, село Светлое, село Укили Ыбырай                                |
| Каратальский сельский округ     | 1070                   | село Ботай, село Высокое, село Каратал, село Косколь, село Шукирлик                                                               |
| Константиновский сельский округ | 1809                   | село Аканбурлык, село Акшокы, село Константиновка, село Красново, село Куспек, село Матвеевка                                     |
| Лобановский сельский округ      | 2740                   | аул Альжан, село Заря, село Лобаново, село Шалкар                                                                                 |
| Нижнебурлукский сельский округ  | 2373                   | село Нижний Бурлук, село Жаксы Жалгызтау                                                                                          |
| Сырымбетский сельский округ     | 2415                   | село Даукара, аул Егиндыагаш, село Каракамыс, село Сарыбулак, село Сырымбет, село Сулуколь, село Шоккарагай, село Шолакозек       |
| Украинский сельский округ       | 2835                   | село Бурлык, село Каменный Брод, село Карловка, село Кирилловка, село Кутузовка, село Петропавловка, село Сарысай, село Сарытубек |

## Уроженцы Герои Социалистического Труда и Советского Союза
- Асеев, Григорий Сафронович (1920—1944) — участник Великой Отечественной войны, Герой Советского Союза.
- Аушев Руслан (род. 1954) — Герой Советского Союза, ветеран войны в Афганистане, президент Ингушетии в 1993—2002 годах.
- Губарьков Григорий (1.02.1926, с. Качиловка — 11.12.2008) — герой Советского Союза, участник Великой Отечественной войны.
- Ильин Степан Петрович (02.08.1915, с. Володарское — 02.11.1993, Ташкент) — герой Советского Союза, участник Великой Отечественной войны.
- Кириченко Михаил Михайлович (28.10.1923, с. Лавровка — 08.05.1994, Москва) — герой Советского Союза, участник Великой Отечественной войны
- Литвинов Пётр Дмитриевич (1916, с. Люботино — 18.10.1943, Украина) — герой Советского Союза (посмертно), участник Великой Отечественной войны.
- Лойко Андрей Петрович (1883—1964) — участник Октябрьской революции и захвата Зимнего дворца. В 1917 году был командиром партизанского отряда (на территории нынешней Северо-Казахстанской области), позже председатель Константиновского сельского округа.
- Михедько, Александр Михайлович (1911—1979) — Герой Социалистического Труда.
- Рамазанов, Кенжетай (1932—1996). Герой Социалистического Труда.[15]
- Шот-Аман Уалиханов (1932—2021). Архитектор и скульптор, автор Герба Республики Казахстан.
- Янко, Михаил Егорович (18.08.1922, с. Всеволодовка — 10.08.1945, Японское море) — герой Советского Союза (посмертно), участник войны с Японией 1945 года.

## Интересные факты
На территории района, недалеко от села Каратал, 19 июня 1963 года приземлился Валерий Быковский — космонавт, совершивший самый длительный в мире одиночный космический полёт на «Восток-5»